# 神瀬村
神瀬村（こうのせむら）は、熊本県球磨郡にあった村。

## 歴史
- 1889年4月1日 - 町村制施行により、大瀬村、神瀬村が合併し神瀬村が発足。
- 1954年4月1日 - 渡村、一勝地村と合併して球磨村となり、消滅。

## 教育
- 神瀬村立神瀬中学校
- 神瀬村立高沢中学校
- 神瀬村立神瀬小学校
  - 川島分校
- 神瀬村立大瀬小学校
- 神瀬村立高沢小学校
  - 大槻分校